# Liste der Bodendenkmäler in Marquartstein
Auf dieser Seite sind die Bodendenkmäler in der oberbayerischen Gemeinde Marquartstein zusammengestellt. Diese Tabelle ist eine Teilliste der Liste der Bodendenkmäler in Bayern. Grundlage ist die Bayerische Denkmalliste, die auf Basis des Bayerischen Denkmalschutzgesetzes vom 1. Oktober 1973 erstmals erstellt wurde und seither durch das Bayerische Landesamt für Denkmalpflege geführt wird. Die folgenden Angaben ersetzen nicht die rechtsverbindliche Auskunft der Denkmalschutzbehörde.

## Bodendenkmäler der Gemeinde Marquartstein

### Bodendenkmäler in der Gemarkung Marquartstein
| Lage                     | Objekt | Akten-Nr.     | Bild           |
| ------------------------ | --- | ------------- | -------------- |
| Marquartstein (Standort) | Grabhügel vorgeschichtlicher Zeitstellung. | D-1-8240-0011 |                |
| Marquartstein (Standort) | Siedlung der späten Bronzezeit und Urnenfelderzeit. | D-1-8240-0086 |                |
| Marquartstein (Standort) | Höhensiedlung der Bronzezeit und der Urnenfelderzeit (Aggbichl). Siehe auch: Höhensiedlung, Deponierung | D-1-8240-0091 |                |
| Marquartstein (Standort) | Untertägige mittelalterliche und frühneuzeitliche Befunde im Bereich von Burg Marquartstein und ihrer Vorgängerbauten mit ehemalige Burgkapelle St. Bartholomäus und Vitus und abgegangener Vorburg. Siehe auch: Burg Marquartstein | D-1-8240-0118 | weitere Bilder |
| Marquartstein (Standort) | Untertägige frühneuzeitliche Befunde im Bereich der Katholischen Filialkirche St. Wolfgang bei Marquartstein (Schnappenkirche). | D-1-8240-0120 |                |
| Marquartstein (Standort) | Untertägige mittelalterliche und frühneuzeitliche Befunde im Bereich von Schloss Niedernfels und seiner Vorgängerbauten mit zugehörigem Wirtschaftshof und barocker Gartenanlage.                                                   | D-1-8240-0125 |                |